# Ernst Heydweiller
Ernst Friedrich Karl Heydweiller (* 21. Februar 1860 in Kork; † im 20. Jahrhundert) war ein deutscher Reichsgerichtsrat.

## Leben
Ernst Heydweiller wurde als Sohn des Gerichtsrates Ernst Heydweiller und der Frieda Nebenius geboren. Er wurde promoviert und 1883 auf den badischen Landesherrn vereidigt. 1889 wurde er Amtsrichter und 1893 Oberamtsrichter. 1894 wurde er Landgerichtsrat in Karlsruhe und 1900 dort Oberlandesgerichtsrat. 1908 kam er an das Reichsgericht in den II. Zivilsenat. 1928 ging er in den Ruhestand. Er war mit Minna Nokk, einer Tochter Wilhelm Nokks verheiratet und ein Enkel von Karl Friedrich Nebenius.
Er war Mitglied der Studentenverbindung Rupertia Heidelberg.

## Quelle
Adolf Lobe: Fünfzig Jahre Reichsgericht am 1. Oktober 1929, Berlin 1929, S. 375.